# Donny McCaslin
Donny McCaslin (ur. 11 sierpnia 1966) – amerykański saksofonista jazzowy.

## Życiorys
Urodził się 11 sierpnia 1966 jako Donald Paul McCaslin. Mając 12 lat, zaczął grać na saksofonie, zachęcony przez ojca, także muzyka jazzowego – pianistę i wibrafonistę.
Ukończył Berklee College of Music w Bostonie. Pierwszy album zatytułowany Vibe nagrał w 1995 z grupą Steps Ahead. Grał w kwartecie Lan Xang i big bandzie Kena Schaphorsta. W 2004 otrzymał nominację do nagrody Grammy w kategorii najlepsze instrumentalne solo jazzowe za „Bulería, Soleá Y Rumba” na nagranym wspólnie z Maria Schneider Orchestra albumie Concert In The Garden. Do Grammy nominowany był jeszcze w 2013 (najlepsze improwizowane solo jazzowe w „Stadium Jazz” na Casting for Gravity) i 2015 (w tej samej kategorii za „Arbiters Of Evolution” na The Thomson Fields).
Współpracował z takimi artystami jak David Binney, Johnathan Blake, Scott Colley, Ben Monder, Antonio Sánchez, Edward Simon i David Bowie, z którym nagrał album ★.

## Dyskografia
- Exile and Discovery (Naxos, 1998)
- Seen from Above (Arabesque, 2000)
- The Way Through (Arabesque, 2003)
- Give and Go (Criss Cross Jazz, 2006)
- Soar (Sunnyside, 2006)
- In Pursuit (Sunnyside, 2007)
- Recommended Tools (Greenleaf Music, 2008)
- Declaration (Sunnyside, 2009)
- Perpetual Motion (Greenleaf Music, 2010)
- Casting for Gravity (Greenleaf Music, 2012)
- Fast Future (Greenleaf Music, 2015)

Z Dave’em Douglasem
- Meaning and Mystery(inne języki) (Greenleaf, 2006)
- Live at the Jazz Standard(inne języki) (Greenleaf, 2007)

Z Davidem Bowiem
- ★ (ISO, 2016)